# Monsieur le chien
 (octobre 2018).
Si vous disposez d'ouvrages ou d'articles de référence ou si vous connaissez des sites web de qualité traitant du thème abordé ici, merci de compléter l'article en donnant les références utiles à sa vérifiabilité et en les liant à la section « Notes et références ».
Monsieur le chien est le pseudonyme d'un auteur de bandes dessinées français publié en 2007 par Theloma (album Paris est une mélopée), puis chez Warum en 2008 avec l'album Hommes qui pleurent et Walkyries. Ses pages ont été publiées en premier sur son blog. Il est parfois appelé « le Chien », voire « Clébard », ou « MLC ».
Depuis 2012, il apparaît également régulièrement dans les pages de Fluide glacial[réf. nécessaire].

## Biographie

### D'internet au papier
Il crée un blog BD en 2005, dans la seconde phase de création des blogs BD. Rapidement suivi par une masse de gens et faisant partie des têtes de gondole de ce nouveau média, il n'est toutefois pas récupéré par les grosses éditions et c'est un petit éditeur, Théloma (aujourd'hui disparu), qui lui propose une première compilation de ses pages internet. D'autres albums chez des petits éditeurs arrivent et ce faisant, il est repéré par Gotlib qui lui obtient un rendez vous à Fluide glacial. Les choix éditoriaux ont changé à l'époque et il ne correspond pas, il est donc à ce jour le seul auteur pistonné par Gotlib mais toutefois rejeté par le magazine Fluide glacial. Quelques années plus tard, à la faveur d'un changement de direction, il est recruté par Yan Lindingre qui cherche à injecter du sang neuf dans l'équipe du journal. Il y commence comme scénariste pour Pixel Vengeur, puis il dessine ses propres scénarios.
En 2023, lors du BD Comic Strip Festival, le troisième tome du Petit Théâtre des opérations (avec Julien Hervieux), reçoit le prix Atomium de Bruxelles.

### Histoire de son pseudonyme
Son pseudonyme ne comporte pas de majuscules car, comme il le dit lui-même, « le personnage de MLC vit comme plein de gens. […] C’est pour la même raison qu’il n’y a pas de majuscules dans ce nom, […] c’est vraiment monsieur tout le monde. »

## Publications

### Albums
- 2007 : Paris est une mélopée (Theloma)
- 2008 : Hommes qui pleurent et Walkyries (Vraoum !)
- 2009 : Féréüs le fléau (Makaka éditions)
- 2011 : Didier Barcco (Carabas)
- 2012 : Début de Siècle (scénario, dessins de Manu Delente) (La Cafetière)
- 2012 : La Fontaine de médiocrité (Vraoum!)
- 2013 : Didier Barcco - Tome 2 : Shotgun et confiserie (Carabas)
- 2014 : Les Caniveaux de la Gloire[3], scénario de MLC, dessin de Pixel Vengeur, Fluide glacial - Coll. TRAFIK
- 2015 : Homuncule (Fluide glacial)
- 2016 : La Méthode Champion, tome 1 (scénario de MLC et dessin de Pixel Vengeur) (Fluide glacial)
- 2016 : L'Homme au masque [en toile de jute], (Fluide glacial)
- 2016 : Homme qui pleure et Walkyries (éd. Vraoum), seconde édition.
- 2017 : Une vie d'échangiste[4], avec Sagace (co-scénariste), (Carabas)
- 2017 : La Méthode Champion, tome 2, scénario de MLC et dessin de Pixel Vengeur (Fluide glacial)
- 2018 : Poussin Bleu - Tome 1 : L'Armure d'or[5],[6], avec Sagace (co-scénariste), (Fluide glacial)
- 2019 : Poussin-Bleu - Tome 2 : Chacun pour son dieu ![7], avec Sagace (co-scénariste), (Fluide glacial)
- 2019 : Féréüs le fléau 2 - Le fortin du Ponant, avec Julien Hervieux (scénariste), MC (dessin) (Makaka éditions)
- 2021 : Le Petit Théâtre des Opérations - Tome 1, avec Julien Hervieux (scénariste), (Fluide glacial)
- 2022 : Le Petit Théâtre des Opérations - Tome 2, avec Julien Hervieux (scénariste), (Fluide glacial)
- 2022 : Le Petit Théâtre des Opérations - Tome 3, avec Julien Hervieux (scénariste), (Fluide glacial)
- Comix Club #6 - novembre 2007 illustrations avec Wandrille (textes), édition Groinge
- Comix Club #7 - février 2008 illustrations avec Wandrille (textes), édition Groinge
- blog Donjon Pirate - deux planches avec Wandrille

## Prix et distinctions
- 2023 : prix Atomium de Bruxelles, avec Julien Hervieux, pour le troisième tome du Petit Théâtre des opérations[1].